# Nageltang

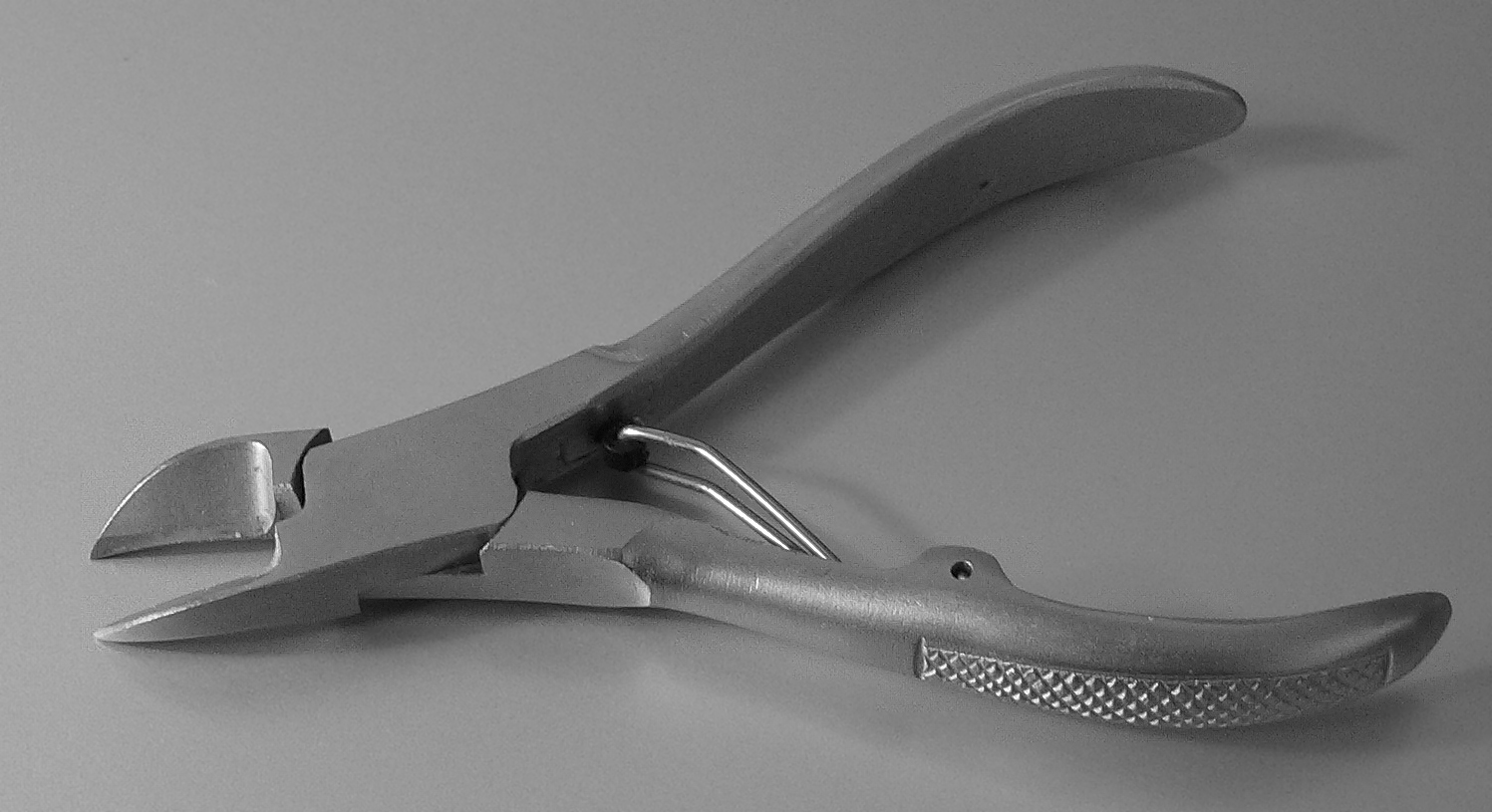
Nageltang

Een nageltang is een zijkniptang die speciaal is ontworpen voor het knippen van menselijke (of dierlijke) nagels. Meestal zijn de snijvlakken licht gekromd om beter aan te sluiten op de vorm van de menselijke nagel. De meeste nageltangen hebben een veer waardoor de armen van de tang na elke knipbeweging terugveren. In tegenstelling tot een nagelschaar schuiven de snijvlakken niet langs elkaar tijdens het knippen, maar raken ze elkaar recht.

## Gebruik
Nageltangen worden vooral gebruikt voor moeilijke en dikke nagels, zoals kalknagels of schimmelnagels, die lastig te knippen zijn met een nagelschaar, of die te dik zijn voor een nagelknipper.

## Varianten
- Er bestaan ook varianten die niet opzij knippen maar kops (in het verlengde van de tang) of schuin erop.
- Voor het knippen van nagels van dieren bestaat er een veelheid van andersvormige nageltangen.